# Literarizität
Literarizität bezeichnet den Grad eines Werkes, literarisch zu sein. Der Ausdruck Literarizität als die spezifische Sprachverwendungsweise literarischer Texte wird auf mindestens vier verschiedene Arten verwendet, die einander nicht ausschließen.

## Vier Verwendungsweisen des Begriffs
Tilmann Köppe und Simone Winko schlagen in ihrer Einführung von 2013 vier Verwendungsweisen des Begriffs vor. Die erste Verwendungsweise bezieht sich demnach auf sprachliche Merkmale syntaktischer, lexematischer oder stilistischer Art. Dieser Ausprägung des Begriffs liegt die Vorstellung zugrunde, dass ein Text nicht bloß entweder literarisch oder nicht literarisch sei, sondern dass er mehr oder weniger literarisch sein kann. Diese Verwendung des Begriffs steht in Analogie zum Begriff der Poetizität, dem Maß an Poesiecharakter, den ein Werk besitzt. Zweitens ist Literarizität die Bezeichnung einer Textsortenzugehörigkeit, insofern Texte aufgrund einer solchen Eigenheit klassifikatorisch von anderen unterschieden werden können. Drittens bezeichnet Literarizität einen bestimmten Verarbeitungsmodus bei Lesenden. Die Aufmerksamkeit gilt dabei nicht primär dem Text, sondern der sprachlichen Gestalt beziehungsweise der Struktur des Textes (russischer Formalismus). Viertens findet Literarizität als Bezeichnung für einen literaturwissenschaftlichen Untersuchungsgegenstand Verwendung.

## Wort
Das lateinische Adjektiv literaria, das im 17. und 18. Jahrhundert in Wortfügungen wie Res publica literaria und Historia Literaria benutzt wurde, bedeutete wissenschaftlich oder den Wissenschaftsbetrieb betreffend.
Die deutsche Adjektivbildung literarisch gewann dagegen erst im 19. und 20. Jahrhundert an Bedeutung, als das Wort Literatur nicht mehr nur als alles Geschriebene, sondern neu auch als Oberbegriff schriftlicher Kunstformen, der Literatur im engeren Sinne (Poesie und Romane) definiert wurde.
Literarizität wurde wie viele andere Fachbegriffe mit Hilfe des deutschen Suffixes -ität gebildet, welches einen Zustand oder Grad ausdrückt.

## Differenzierung des Literaturbegriffs
Der Begriff der Literatur wurde zu allen Zeiten weit gefasst, schloss also neben den Kunstformen der Literatur mehr oder weniger alle sprachliche Überlieferung ein (wissenschaftliche Literatur, Notenliteratur, Schundliteratur und ähnliche Begriffe). Bis zum 18. Jahrhundert zählte jeder schriftliche Text zur Literatur; mündliche Texte oder Überlieferungen wurden diesem Verständnis von Literatur entsprechend ausgeschlossen.
In der Literaturdiskussion des 19. Jahrhunderts wurde die Abgrenzung der Kunstformen der Literatur zunehmend wichtig: Künstlerische Qualitäten wurden als literarische Qualitäten bezeichnet, und Texte mit einem hohen Grad an solchen Qualitäten rückten ins Zentrum der Diskussion und damit der Literaturgeschichte. Die Erfassung dieses künstlerischen Grades eines Textes, seiner Literarizität also, rückte in den Mittelpunkt, wobei Fiktionalität, ästhetische Formprinzipien, Selbstreferenzialität und künstlerische Autonomie sowie Polysemie als Merkmale der (schöngeistigen) Literatur im engeren Sinne gelten.
Die heutige wissenschaftliche Diskussion über Literatur entstand im späten 18. und frühen 19. Jahrhundert, als sich die Literaturbetrachtung auf die sprachliche Überlieferung der einzelnen Nationen ausrichtete.
Indem Literatur in dieser nationalen Form zum neuen Diskussionsgestand wurde, wurden zwei vormals getrennte Felder zusammengelegt: Die Poesie, also die gebundene, in Verse gesetzte Sprache, einerseits und der Roman andererseits. Diese neue Art der Diskussion über literarische Fragen war befruchtend und führte dazu, dass die Frage nach dem Maß an Kunst (Poesiediskussion) sich von der Poesie auf den Roman übertrug und dass sich gleichzeitig die Frage nach Fiktion und Interpretation vom Roman auf die Poesie übertrug (Romandiskussion).
Die Idee, dass sich literarische Texte durch eine bestimmte Verwendung von Sprache auszeichnen, geht – ebenso wie der Begriff Literaturtheorie – auf Vertreter des Russischen Formalismus zurück, der in den Jahren seit 1915 entstand, bis Ende der 1920er Jahre sehr einflussreich war und neue Grundlagen für die Betrachtungsweise von Literatur geschaffen hat. Von den weiteren Literaturtheorien des 20. Jahrhunderts wurde vor allem von den Vertretern des New Criticism am Konzept der Literarizität festgehalten und mit Begriffen wie Mehrdeutigkeit (Ambiguität), Paradoxie oder emotive use of language umschrieben. Spätere Literaturtheorien wie der Strukturalismus, die Empirische Literaturtheorie, die Rezeptionsforschung oder die kulturwissenschaftlichen Ansätze sehen das Spezifische der Literatur in der Regel nicht mehr in ihrer (künstlerischen) Sprache, sondern eher als Wirkung ihres Gebrauchs durch Institutionen, Diskurse, den Leser, das literarische Feld oder einfach als Zuschreibung, was dafür gehalten wird. Die neuere Erzähltheorie hat sich in der zweiten Hälfte des 20. Jahrhunderts ebenso von dem Konzept der Literarizität gelöst. Die traditionelle deutsche (z. B. Käte Hamburger) und amerikanische (z. B. René Wellek/Austin Warren) Theorie der literarischen Prosa mit ihrer Beschränkung auf fiktionale literarische Texte wurde ersetzt durch Ansätze, die Narrativität zum Gegenstand der Untersuchung machten.

## Poesiediskussion
Traditionelle Forschung in diesem Gebiet befasst sich mit Abweichungen vom regulären Sprachgebrauch. Man versucht, Regeln aufzustellen und alles, was nicht darunter subsumiert werden kann, wird für das Erklären einer Spannung herangezogen. Oder es wird ein Klangbild (sound pattern) daraufhin untersucht, welcher Bezug zur Bedeutung bestehen könnte.
Dabei gibt es eine Forschungsrichtung, die die vorangegangenen Poesiedebatten mit den Mitteln der poetischen Stilanalyse fortsetzt. Sie untersucht konventionelle Versmaße sowie rhetorische Figuren und stellt für das 18., 19. und 20. Jahrhundert eine Tendenz zu einem immer freieren Umgang mit den Regeln der Poesie fest. Die Versmaße wurden freier und der Versrhythmus flexibler, die Form wurde also zunehmend vom Autor selbst bestimmt. Der Bruch mit formalen Konventionen wurde Teil der künstlerischen Auseinandersetzung. Der Künstler und seine Gestaltung der Sprache blieben im Zentrum des Interesses.
Eine weniger auf Traditionslinien ausgerichtete Forschung entwickelte sich im 20. Jahrhundert mit dem Russischen Formalismus und dem Strukturalismus. Literarizität müsste sich gemäß dieser Theorie – unabhängig von den historisch gewachsenen Formen des Sprachgebrauchs – in der unmittelbaren Abweichung vom normalen Sprachgebrauch nachweisen lassen. Zudem müssten sich – so dieser Ansatz – in dieser nicht-historischen, neutralen linguistischen Perspektive Unterschiede zwischen dem flachen, normalsprachlichen und dem mutmaßlich komplexeren, künstlerischen Sprachgebrauch zeigen.
Die Wiederholung auffälliger Merkmale zogen die Aufmerksamkeit der Forschung auf sich. Wiederholungen ließen sich in Handlungsverläufen, auf phonetischer, graphischer, syntaktischer und semantischer Ebene, in Metrum, Reim, Rhythmus sowie in rhetorischen Figuren nachweisen.
Regelbrüche intensivieren die Distanz zwischen der literarischen und der nicht-literarischen Sprechweise. Subjektive Sprache, also der Stil eines einzelnen Autors oder einer bestimmten Kunstrichtung, der sich der Autor zuordnet, kann ein breites Spektrum einzigartiger Sprachmerkmale bis hin zu einer neuen Konvention verpflichteten Sprechweise schaffen. Markant sind die sprachlichen Besonderheiten expressionistischer Literatur: Sie fallen in jene Epoche, die sich am intensivsten Gedanken zum Unterschied zwischen normalen und literarischen Sprechweisen machte.

## Romandiskussion
Der zweite Bereich der Kriterien für Literarizität von Texten stammt aus der Romandiskussion der zweiten Hälfte des 18. Jahrhunderts, welche ihrerseits auf die Aussagen zurückgriff, welche Pierre Daniel Huet in De Interpretatione (1661) und im Traitté de l’origine des romans (1670) veröffentlicht hatte. Beide Werke von Pierre Daniel Huet hatten in bahnbrechender Weise die theologische Textinterpretation auf den Roman übertragen und die Vermutung angestellt, dass man dieselbe Methodik auf Poesie ausdehnen könnte.
Huets Frage galt der Verwendung von Fiktionen im Sinne erfundener Geschichten in verschiedenen Kulturen. Die Literaturdiskussion, die sich zwischen 1750 und 1830 auf die nationalen Sprachkunstwerke ausrichtete, übernahm Huets Fragen. Die gleichzeitige Einengung der Literaturdiskussion auf die eigene Sprache bzw. Nation erzeugte politische Brisanz. Die Kernfrage war: Was sagt uns der fiktionale Text über die Phase der Geschichte der Nation, in der er entstand?
Die Frage danach, was Fiktionalität überhaupt sei, gewann Gewicht. Besonders realistisch wirkende Romane warfen dabei die interessantesten Fragen auf, da sie vorgaben, die Wirklichkeit zu imitieren, aber eben doch erkennbar Romane und somit sprachlich gestaltete Erfindungen waren. Die Forschungsfrage lautete: Was macht die Literarizität in einem Satz aus, wenn dieser Satz in einem Roman als literarisch gilt, aber außerhalb des Romans, etwa in einer Zeitung, nur als normaler Satz gilt?
Die Antworten auf diese Frage waren vielfältig: Zum einen scheint der Kontext die Bedeutungstiefe zu schaffen. Der Roman kommt als Roman auf den Markt: Im Untertitel weist er seine Gattung aus, oder Klappentexte geben Hinweise darauf, dass hier ein sprachliches Kunstwerk als Fiktion wahrzunehmen sei. Ein und dieselbe Äußerung kann, so betrachtet, sowohl den bloßen sachlichen Inhalt der Wörter wiedergeben (Sachtext) als auch eine tiefere Absicht eines Autors in einem größeren Zusammenhang (Roman).
Das sogenannte uneigentliche Sprechen gelangte in den Brennpunkt der Forschung: Auch wenn ein Leser nicht weiß, dass eine Passage aus einem Roman stammt, erfasst er dies meist nach wenigen Sätzen der Leseprobe. Der Romancharakter des Texts wird fortlaufend mit dem Text mitkommuniziert: Das Erzählte soll als mustergültig, erinnerungswürdig, imitierenswert oder als Warnung wahrgenommen werden. Etwas die Zeit Überdauerndes soll mitgeteilt werden – eigene Motive und Stoffe geben in den Texten die weiteren Hinweise darauf, dass ein Kunstwerk in der Tradition anderer Kunstwerke geschaffen wird.

## Transmediale Erweiterung des Begriffs
Für die Untersuchung von Zusammenhang von Literatur und visueller Kultur und speziell von Literarizität in der Medienkunst hat Claudia Benthien vier künstlerische Strategien herausgearbeitet: Schrift und Schriftelemente werden poetisch integriert, die Stimme wird eingesetzt und mündliche Sprache literarisiert verwendet, literarische Genres werden adaptiert sowie viertens konkrete literarische Werke transformiert.